# طبرجل
طبرجل مدينة سعودية والعاصمة الإدارية لمحافظة طبرجل التابعة لمنطقة الجوف، بالمملكة العربية السعودية.

## تاريخياً
عانى بدو المنطقة بسبب اضطرارهم للتنقل في سبيل الحصول على الماء والطعام كغيرهم من بدو المملكة العربية السعودية. قامت الحكومة بتوطينهم ومنحهم الأراضي الزراعية وإنشاء مشاريع حفر آبار المياه وتقديم المعونات الزراعية، حيث نشأت المدينة في سنة 1382 هـ من أجل توطين سكان البادية، لتصبح بذلك من أحدث المدن السعودية.

## السكان
بلغ عدد سكان مدينة طبرجل وفقاً لإحصاء سنة 2022 حوالي 109,796 نسمة حسب الإحصاءات الرسمية. يتمثل النشاط السكاني في الزراعة والتجارة والأعمال الحكومية.

## وصلات خارجية
- المجلس البلدي لمدينة طبرجل